# Eva Heldmann
Eva C. Heldmann (* 1951 in Dillenburg) ist eine deutsche Filmregisseurin, Filmkünstlerin und Filmunternehmerin. Sie ist vor allem für ihre experimentellen und essayistischen Filme bekannt. Ihr Werk setzt sich mit feministischen und gesellschaftlichen Themen auseinander, oft verknüpft mit regionalen Aspekten aus ihrer Heimat in Hessen.

## Leben
Heldmann studierte Germanistik. 1979 gründete sie das Programmkino Mondpalast bei Limburg an der Lahn, dessen Organisation und Leitung sie übernahm. Ab 1987 war sie bis 1989 verantwortlich für die Programmgestaltung des Werkstattkinos Mal seh’n in Frankfurt am Main, organisierte parallel dazu von 1984 bis 2000 die Frankfurter Filmschau. Ab 1984 drehte sie eigene Filme und Videos, seit 1990 hielt sie auch Filmseminare und Vorträge. 

## Wirken
Heldmanns Thema ist die Auseinandersetzung mit Feminismus und Frauenfragen, wie die Bewertung der Sexualität und Geschlechterfragen im Medienzeitalter. Ihre Arbeiten sind eng mit der queerfeministischen Independent-Filmszene in Frankfurt am Main in den 1980er- und 1990er-Jahren verbunden. Sie war in dieser Zeit aktiv in einem Netzwerk von Filmwissenschaftlerinnen und -macherinnen rund um die Kinothek Asta Nielsen, das Programme und Filmreihen organisierte und damit einen Beitrag zur Förderung alternativer Filmkulturen in Deutschland leistete.
Ihr filmisches Schaffen zeichnet sich dadurch aus, dass sie Regie, Kamera und Schnitt häufig selbst übernimmt. Die Montage des Films erscheint in ihren Arbeiten als zentrales Element des kreativen Prozesses. Ihre Werke reflektieren nicht nur historische und soziale Themen, sondern auch persönliche und künstlerische. Heldmanns Filmografie umfasst eine Reihe von Werken, die auf internationalen Filmfestivals gezeigt wurden, darunter Fremd gehen, Prufrock Back in America, riverred, Strom und Im Gehäus.
Der Essayfilm Ihre ergebenste Fräulein, der auf den 74. Internationalen Filmfestspielen Berlin 2024 vorgestellt wurde, befasst sich mit der Biografie der fast vergessenen Botanikerin und Pädagogin Catharina Helena Dörrien, die im 18. Jahrhundert in Dillenburg lebte. Heldmanns Interesse an Dörrien entstand durch ihre persönliche Verbindung zu ihrem Geburtsort Dillenburg. Im Film entwickelte Heldmann einen Dialog zwischen Bild- und Tonspur, ohne zusätzliche Kommentierung, und schuf so ein Sittengemälde der Zeit Dörriens im Diskurs mit der heutigen Gesellschaft.

## Auszeichnungen und Nominierungen
- 1. Preis des Internationalen Lesbisch-Schwulen Filmtage in Hamburg 1994 für Tausend Küsse an Wanda
- Hessischer Filmpreis 1999 für fremd gehen. Gespräche mit meiner Freundin.
- Hessischer Filmpreis 2002 für Duméla Ladies
- Hessischer Drehbuchpreis 2011 für He da, die Verrückte!

## Publikationen
- Ich denke sehr oft ans Kino mit Laura J. Padgett in der Fachzeitschrift Frauen und Film Ausg. 9/06
- Duméla Ladies! s. o. Ausg. 3/03
- Ich denke oft an Hawaii s. o. Ausg. 6/00 u. a.

## Filmografie (Auswahl)
- 1984: Johnny oder das rohe Fleisch (Buch und Regie)
- 1986: Mann ist Mann (Buch und Regie)
- 1990: Compartmen (Buch, Regie und Kamera)
- 1990: Das rechnet sich (Buch, Regie und Kamera)
- 1994: Tausend Küsse an Wanda (Buch und Regie)
- 1999: fremd gehen. Gespräche mit meiner Freundin (Regie)
- 2002: Duméla Ladies (Regie, Kamera und Schnitt)
- 2006: The Queen’s Countyard (Regie und Schnitt)
- 2007: Five Sex Rooms und eine Küche (Regie, Drehbuch, Schnitt und Produktion)
- 2008: Ready (Regie, Kamera und Schnitt)
- 2011: Prufrock back in America (Regie, Kamera und Schnitt)
- 2011: Das schöne Heim (Regie, Kamera und Schnitt)
- 2012: Riverred (Regie, Kamera und Schnitt)
- 2015: Strom – Versuche im Dunklen (Regie)
- 2017: Im Gehäus (Regie, Kamera und Schnitt)
- 2024: Ihre ergebenste Fräulein (Regie)